# Pomnik Żołnierza Polskiego w Grudziądzu
Pomnik Żołnierza Polskiego (hist. Pomnik Nieznanego Żołnierza, Pomnik Niepodległości) – pomnik położony w centralnej części rynku w Grudziądzu.

## Historia
Po odzyskaniu niepodległości przez Polskę i po późniejszym powrocie Grudziądza do II Rzeczypospolitej 23 stycznia 1920, jednym z pierwszych spontanicznych działań społeczeństwa było usunięcie niemieckich pomników wznoszących się w newralgicznych punktach miasta. Po paru z nich pozostały puste cokoły, które zamierzano wykorzystać w przyszłości.  
W 1925 z inicjatywy Towarzystwa Upiększania Miasta zaadaptowano cokół pomnika Ottona von Bismarcka z 1912 przy pl. 23 Stycznia, przekształcając go niewielkimi środkami – poprzez umieszczenie godła państwowego i tablicy ze stosownym napisem – w skromny pomnik Nieznanego Żołnierza. 
Było to jednak rozwiązanie o charakterze doraźnym. Myślano już bowiem o formie bardziej okazałej, stosownej dla miasta będącego siedzibą ważnego garnizonu. W tym celu postanowiono wykorzystać cokół po pomniku cesarza Wilhelma I, stojącym pośrodku rynku od 1911 r. W 1927 r. powołano społeczny komitet budowy, którego przewodniczącym został przewodniczący Rady Miejskiej mecenas Julian Szychowski. Pomnik zaprojektował Stanisław Jackowski z Warszawy (autor znanego stołecznego pomnika Jana Kilińskiego), a odsłonięcie odbyło się 30 listopada 1930, dla uczczenia 10 rocznicy powrotu Pomorza do Polski i 100 rocznicy wybuchu powstania listopadowego. 
Połączenie dynamicznego posągu żołnierza dzierżącego sztandar zwycięstwa i starego cokołu okazało się nie tylko zabiegiem głęboko symbolicznym, ale i udanym pod względem kompozycyjnym. „Pomnik Żołnierza Polskiego, uosabiającego Wolność i Niepodległość” z miejsca zyskał ogromną popularność i stał się ośrodkiem manifestacji patriotycznych (nawiasem mówiąc, mianem Pomnika Niepodległości określano również popiersie marszałka Józefa Piłsudskiego, odsłonięte w 1933 w pobliżu dworca kolejowego). Nie wykorzystano jednak zaskakującej cechy cokołu, który w założeniu był połączony z dekoracyjnym wodotryskiem. 
Dotychczasowy pomnik przy pl. 23 Stycznia rozebrano. Monument na rynku, podobnie jak inne polskie pomniki, został zburzony wraz z pruskim cokołem już w pierwszych dniach hitlerowskiej okupacji w 1939 r. Po zakończeniu wojny, mimo oczekiwań społeczeństwa, długo nie mógł doczekać się przywrócenia.  
Ze stosowną inicjatywą publiczną wystąpiło w 1979 r. Koło Wychowanków Średnich Szkół Grudziądza z lat 1920–1939, jednak dopiero ponowna inicjatywa, powzięta 1982 w porozumieniu z Grudziądzkim Towarzystwem Kultury spotkała się z akceptacją władz miejskich, politycznych i wojskowych. Po dłuższych staraniach, 11 października 1986 r. odsłonięto – jako pomnik Żołnierza Polskiego – jego replikę autorstwa Eweliny i Henryka Siwickich z Torunia. Na nowo zaprojektowanym kanciastym cokole, na którym umieszczono brązowy kartusz z napisem: „Nie zginęła i nigdy nie zginie”. Dopiero w 1990 udało się umieścić brązową tablicę informująca o historii monumentu. 
W 2010 roku w ramach przywracania historycznego wyglądu rynkowi, Pomnik Żołnierza Polskiego został ustawiony na nowym cokole, wyglądem zbliżonym do przedwojennego, a akt erekcyjny w dniu 27 października 2010 uroczyście wmurował prezydent RP Bronisław Komorowski.

## Galeria

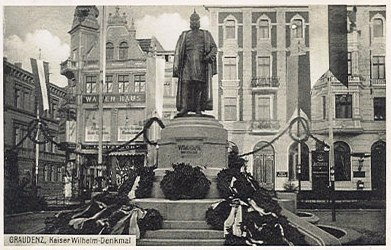
Pomnik Wilhema I Hohenzollerna, odsłonięty w 1911 roku.
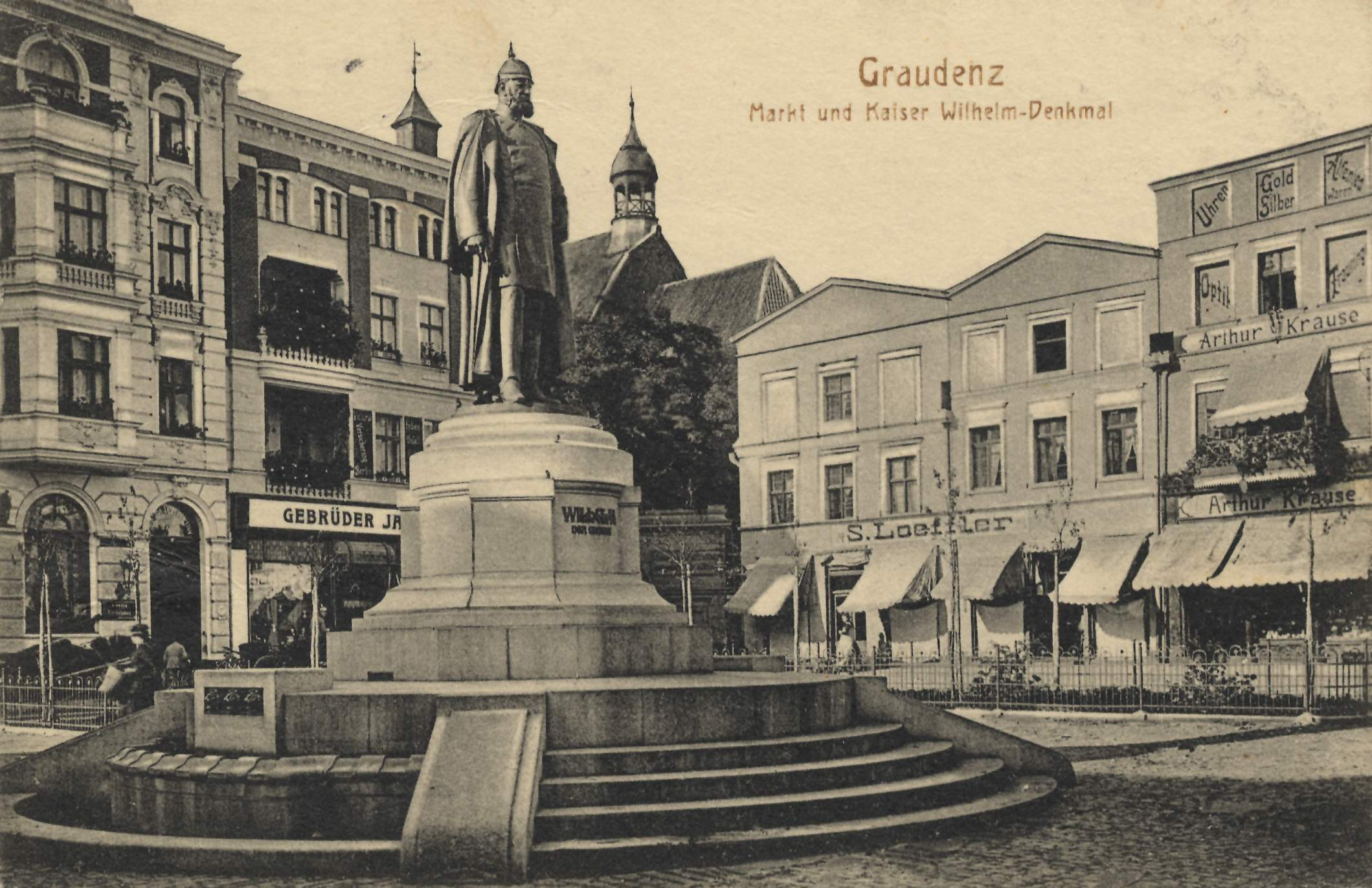
Pocztówka z 1916 roku przedstawiająca pomnik Wilhelma I Hohenzollerna i północno-zachodnią pierzeję rynku.
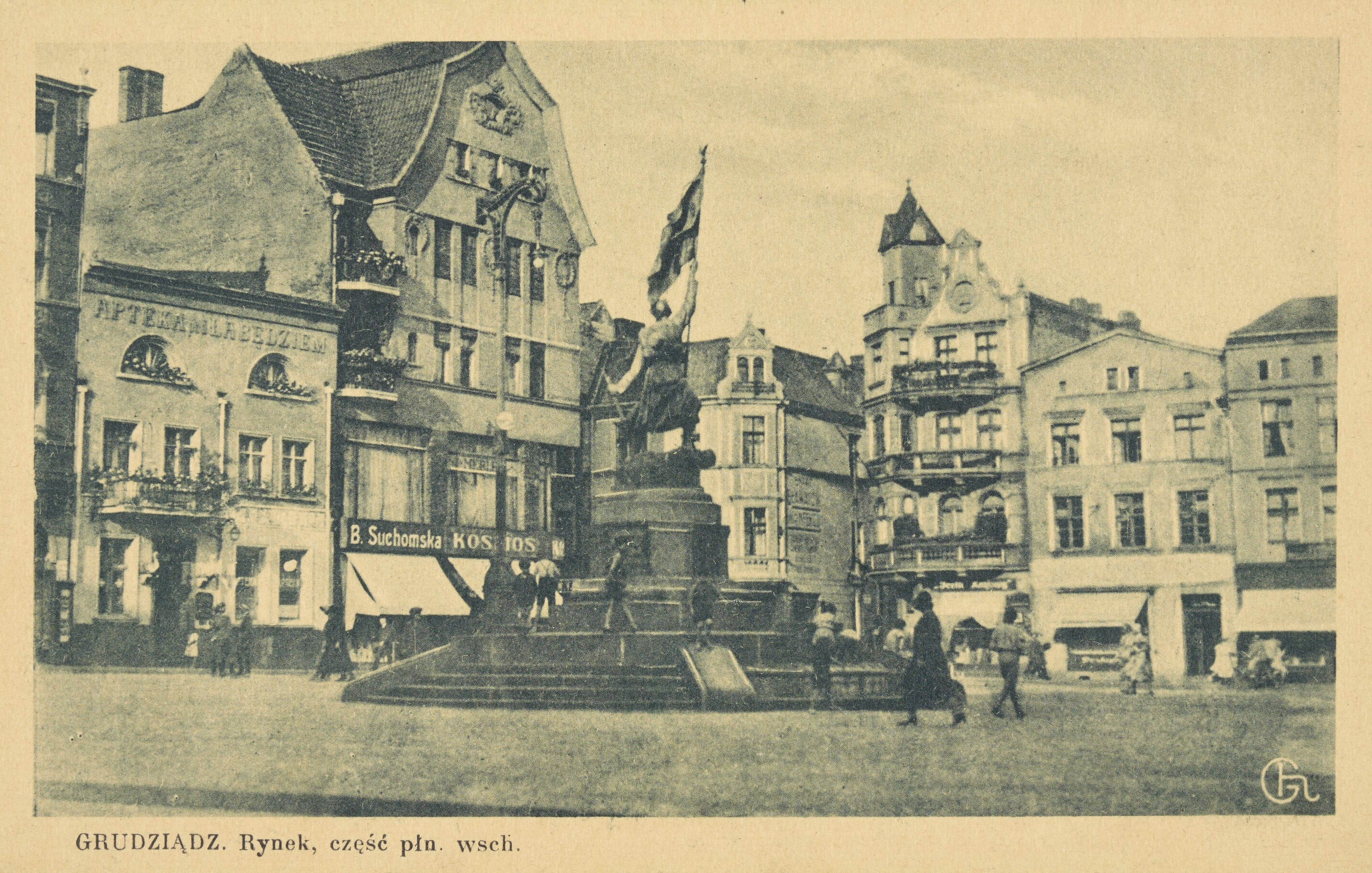
Pocztówka z 1932 roku z widokiem na Pomnik Żołnierza Polskiego i północno-wschodnią pierzeję rynku.
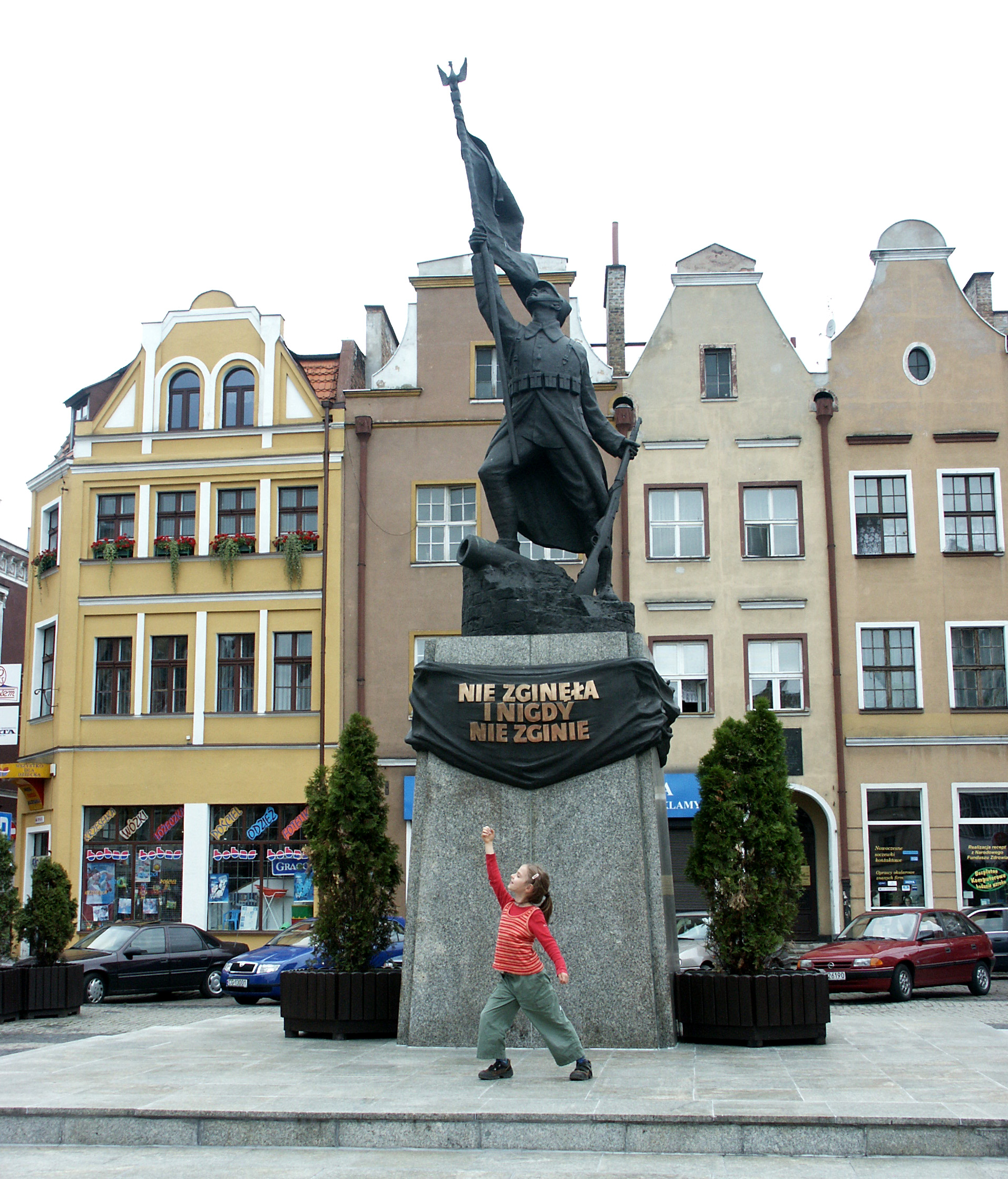
Pomnik Żołnierza Polskiego przed renowacją. Widok na zachodnią pierzeję rynku.
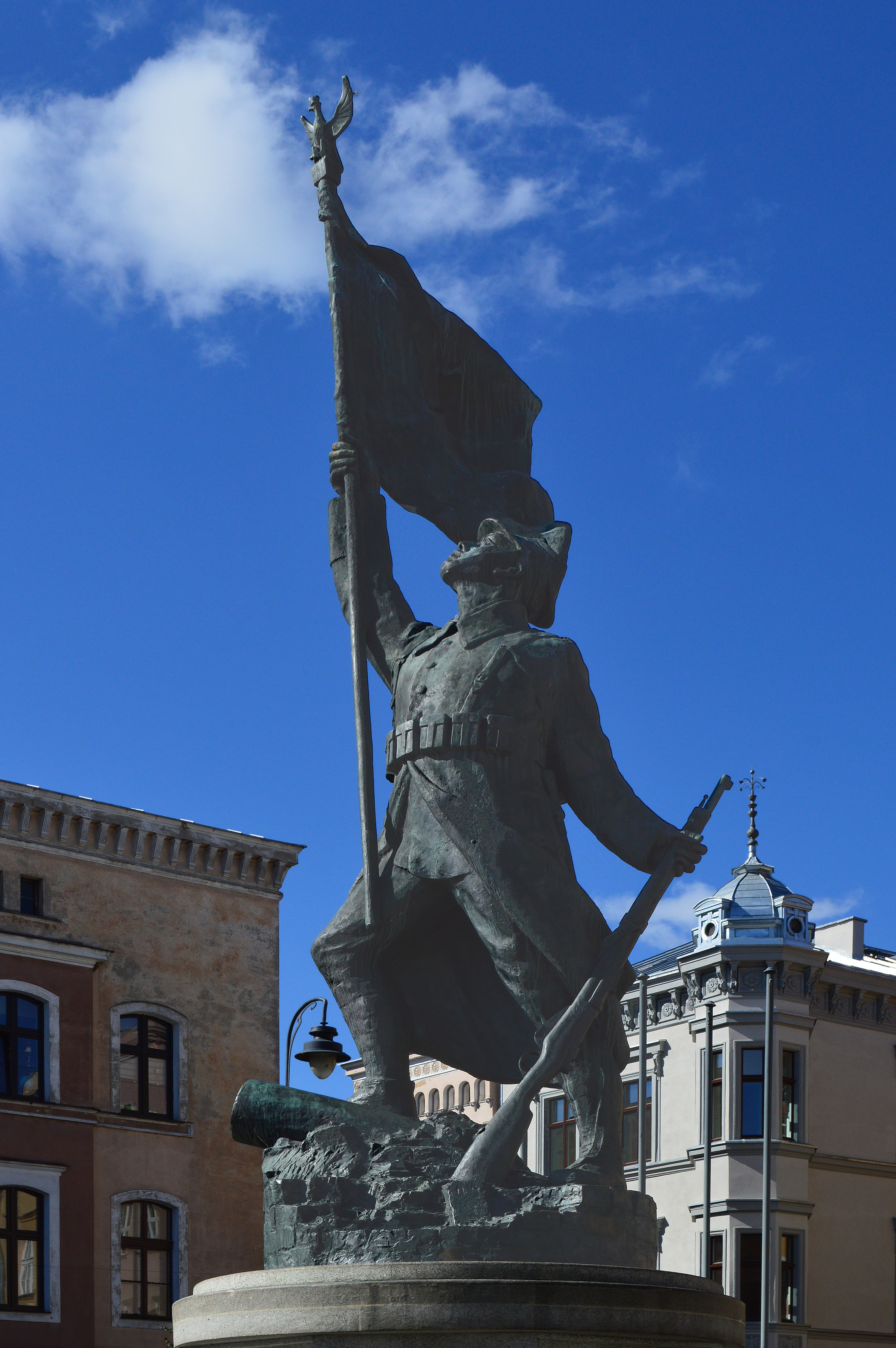
Zbliżenie na Pomnik Żołnierza Polskiego po renowacji. Widok na południowo-zachodnią pierzeję rynku.